# La Celestina (film, 1969)
Pour les articles homonymes, voir La Celestina.
Pour plus de détails, voir Fiche technique et Distribution.
La Celestina est un film dramatique espagnol réalisé par César Fernández Ardavín et sorti en 1969.
Il s'agit d'une adaptation du roman La Célestine, ou tragi-comédie de Calixte et de Mélibée (La Celestina, o Tragicomedia de Calisto y Melibea), un grand classique de la littérature espagnoles écrit par Fernando de Rojas et publié anonymement en 1499.

## Synopsis
Dans les dernières années du Moyen Âge, la Fête-Dieu a lieu dans la ville de Tolède. Le jeune Calisto y rencontre la belle Melibea, dont il tombe immédiatement amoureux, essayant de la courtiser, mais n'obtenant que son refus. Déterminé à en faire sa maîtresse, Calisto la poursuit partout où il va, provoquant ainsi des rencontres « fortuites ». L'amant décide alors de suivre les conseils de son serviteur Sempronio et de se rendre chez une vieille entremetteuse appelée Celestina, qui, à l'aide de ses conseils et de ses prodiges, fait plier la volonté de Melibea, ce qui a des conséquences tragiques pour tout le monde.

## Fiche technique
- Titre original espagnol : La Celestina[1],[2]
- Réalisateur : César Fernández Ardavín
- Scénario : César Fernández Ardavín
- Photographie : Raúl Pérez Cubero (es)
- Montage : Petra de Nieva
- Musique : Ángel Arteaga
- Production : César Fernández Ardavín
- Sociétés de production : Hesperia Films, Aro Films
- Pays de production :  Espagne
- Langues originales : espagnol
- Format : couleurs - Son mono - 35 mm
- Durée : 123 minutes
- Genre : drame
- Dates de sortie :
  - Espagne : 6 avril 1969 (Madrid)

## Distribution
- Julián Mateos (es) : Calisto[2]
- Elisa Ramírez (es) : Melibea[2]
- Amelia de la Torre (es) : Celestina[2]
- Hugo Blanco Galiasso (es)
- Gonzalo Cañas
- Heidelotte Diehl : Areúsa
- Eva Guerr : Lucrecia
- Eva Lissa : Alisa
- Antonio Mancho
- Antonio Medina Diezhandino (es)
- Ursula Mellin (sous le nom d'« Uschi Mellin ») : Elicia
- Konrad Wagner (es) : Pleberio